# Rue des Agenêts
La rue des Agenêts est une voie de Nantes, en France.

## Situation et accès
Située dans le quartier Malakoff - Saint-Donatien, cette rue, rectiligne, relie la place Jacques-Patissou à la rue du Casterneau. Elle croise les rues des Chambelles, de Noirmoutier et du Gois.

## Origine du nom
Elle porte le nom d'une parcelle de terrain, « les Agénés ».

## Historique
La voie qui s'appelait auparavant « chemin des Agenêts », a donné son nom au quartier qui l'entoure.